# Trichoptilus adelphodes
Trichoptilus adelphodes är en fjärilsart som beskrevs av Edward Meyrick 1887. Trichoptilus adelphodes ingår i släktet Trichoptilus och familjen fjädermott. Inga underarter finns listade i Catalogue of Life.

## Bildgalleri

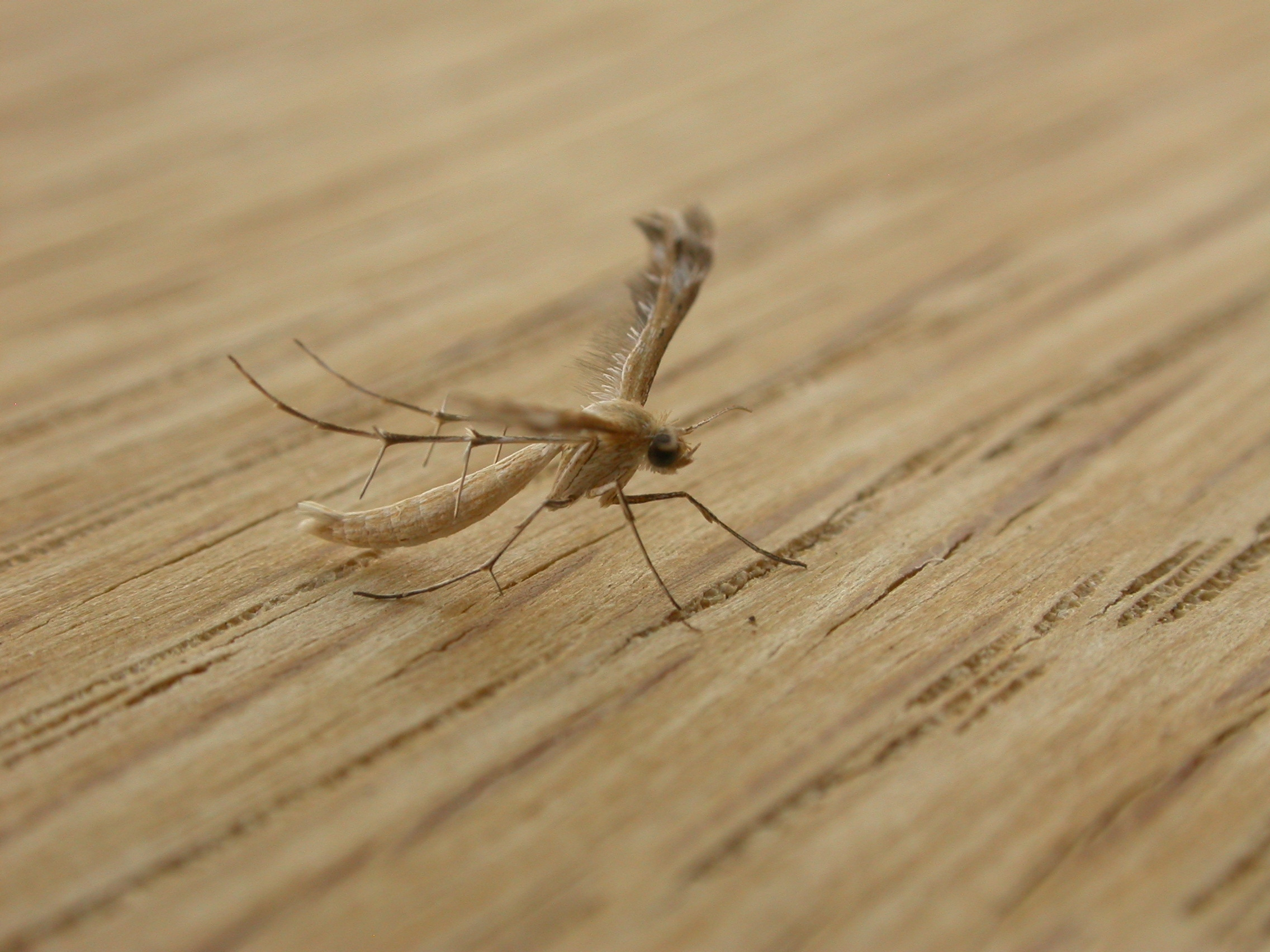